# Villino Levi
Il villino Levi è un edificio di Roma situato all'angolo tra via Boncompagni e via Nerva, nel rione R. XVII Sallustiano.
Fu edificato intorno al 1890 per il barone Giorgio Levi delle Trezze, su progetto di Augusto Giustini, ad opera dell'impresa edile di Zeffiro Rossellini. Nel 1905 il villino fu ingrandito ad opera dell'ingegner Carlo Pincherle, creando un contenzioso con i vicini, signori Villa e Orengo.

## Descrizione

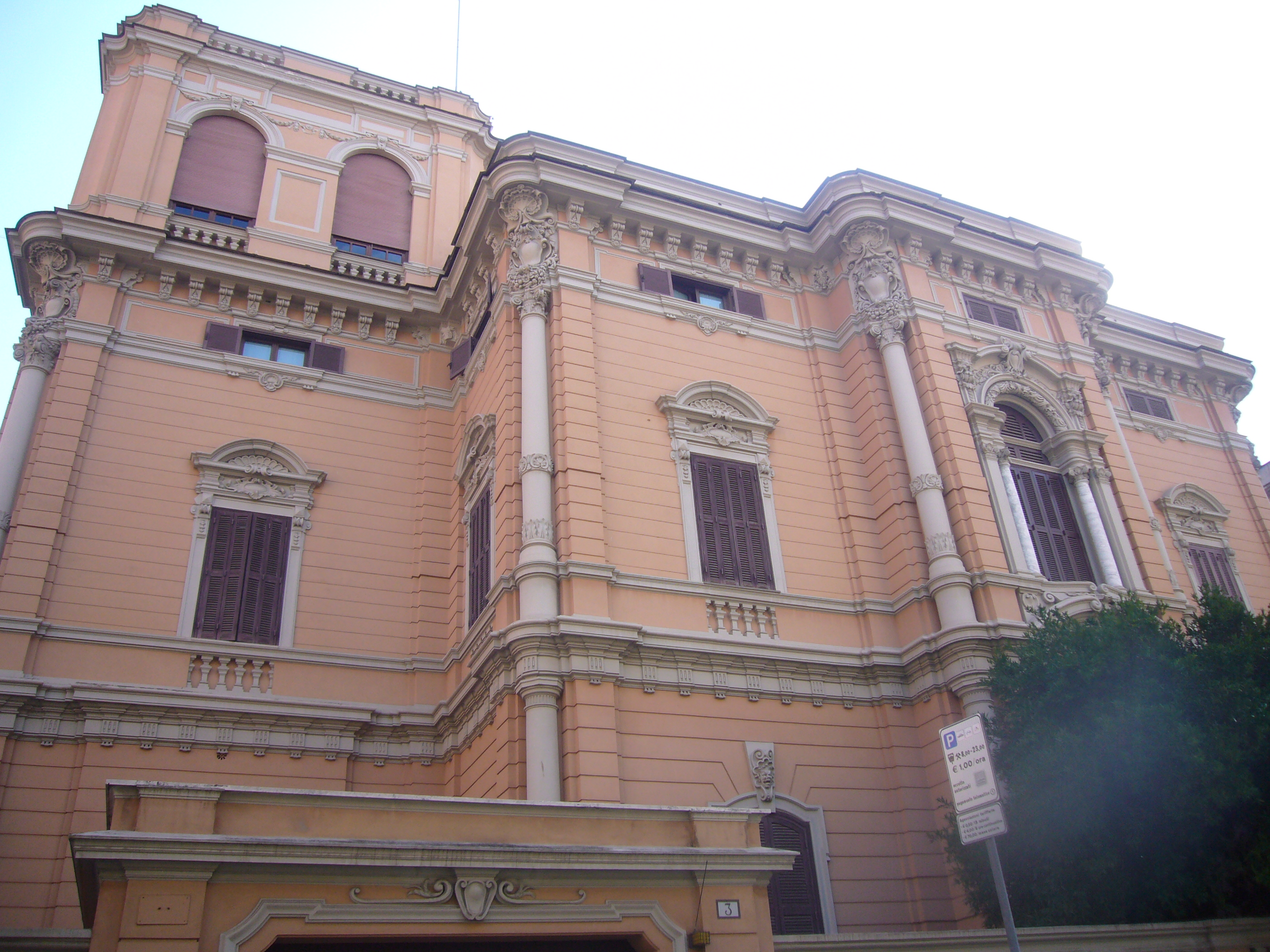
Villino Levi lato via Nerva

Nella sua struttura originaria, il villino era composto da un corpo principale, di forma approssimativamente cubica, di due piani fuori terra più attico (secondo piano ribassato), cui si congiungevano due avancorpi ad un piano sui lati nord (prospiciente via Boncompagni) e sud (prospiciente il giardino), sui quali si estendevano due terrazze in comunicazione con le stanze del piano nobile. La ristrutturazione del Pincherle si concentrò sulla parte nord dell'edificio e comportò l'edificazione di una facciata in stile su via Boncompagni che inglobò, innalzandolo, l'avancorpo nord, e che andò a congiungersi all'edificio attiguo. Sull'avancorpo innalzato fu quindi edificata una torretta che costituisce così un terzo piano.
Augusto Giustini modellò il villino secondo gli stilemi di un fastoso rococò, le cui ricche ed elaborate decorazioni (cornici marcapiano, cornici delle finestre, colonne alveolate, balaustre, logge) avvolgono l'edificio nella sua interezza. L'estensione del Pincherle ripropose gli stessi stilemi dell'edificio originario, tanto che è oggi pressoché indistinguibile; la decorazione della torretta appare tuttavia semplificata.
L'originale inferriata in ferro battuto che cingeva il giardino è stata sostituita in epoca imprecisata con una balaustra vagamente ispirata a quella della terrazza superstite dell'avancorpo sud. In corrispondenza dell'angolo tra via Boncompagni e via Nerva è stata edificata un'autorimessa.
Il barone Giorgio Levi delle Trezze era veneziano, la moglie Xenia Poliakoff era russa. Entrambi furono deportati nel 1944 e perirono nel campo di concentramento di Auschwitz.